# Судові справи щодо зміни клімату
Судові́ ро́згляди що́до змі́ни клі́мату, також відомі як судові́ ро́згляди, пов'я́зані зі змі́ною клі́мату — практика застосування екологічного права, що використовує правову практику та прецедент для збільшення зусиль щодо пом'якшення наслідків зміни клімату з боку державних установ, таких як уряди та компанії. Зважаючи на те, що повільність політики щодо змін клімату затримує пом'якшення їх наслідків, активісти та юристи все ширше використовують національні та міжнародні судові системи для просування цих зусиль.
Від початку 2000-х років у законодавстві розширюється правова база для боротьби зі зміною клімату, і зростання числа судових справ спричинило розроблення міжнародного зведення законів, що пов'язує дії щодо боротьби зі зміною клімату з правовими проблемами конституційного права, адміністративного права, приватного права, прав людини чи захисту прав споживачів. Багато успішних прикладів і підходів зосереджені на просуванні потреб кліматичної справедливості та молодіжного кліматичного руху.
Рішення 2019 року у справі Держава Нідерланди проти Фонду Ургенда, яке встановило обов'язкові вимоги для держави Нідерланди щодо вирішення проблеми зміни клімату, спричинило тенденцію зростання числа справ, виграних активістами у судах світу. 2019 року кількість дій різко зросла, і станом на лютий 2020 Norton Rose Fulbright опублікувала огляд, у якому виявлено більше 1400 випадків у 33 країнах. На початку 2020 року найбільше з усіх справ очікували розгляду в США, де слухалося понад 1000 справ.

## Види дій
Кліматичні спори зазвичай пов'язані з одним із п'яти типів судових позовів:
Конституційне право — зосереджене на порушеннях конституційних прав державою.
Адміністративне право — оспорювання переваг прийняття адміністративних рішень у рамках чинних чинних законів, наприклад, при видачі дозволів на проекти з високим рівнем викидів.
Приватне право — спори з корпораціями чи іншими організаціями за недбалість, незручності, зазіхання, громадську довіру та безпідставне збагачення.
Шахрайство або захист споживачів — позови до компаній за спотворення інформації про вплив на клімат.
Права людини — твердження, що бездіяльність у зв'язку із зміною клімату порушує права людини.

## За країнами

### Австралія
Станом на лютий 2020 року Австралія посідала друге місце у світі за кількістю нерозглянутих справ — майже 200 справ.

### Німеччина
2021 року Федеральний конституційний суд Німеччини ухвалив, що заходи уряду щодо захисту клімату є недостатніми для захисту майбутніх поколінь і що уряду слід до кінця 2022 року вдосконалити Закон про захист клімату .

### Республіка Ірландія
У липні 2020 року організація «Друзі довкілля Ірландії» (англ. Friends of the Irish Environment) виграла історичну справу проти уряду Ірландії за те, що той не вжив достатніх заходів для розв'язання кліматичної та екологічної кризи. Верховний суд Ірландії ухвалив, що Національний план пом'якшення наслідків ірландського уряду на 2017 рік є неадекватним, зазначивши, що в ньому недостатньо подробиць про те, як він може скоротити викиди парникових газів.

### Нідерланди
Нідерланди зобов'язалися скоротити викиди вуглекислого газу від рівнів 1990 року на 49 % до 2030 року з різними проміжними цілями. Однак Нідерландське агентство з оцінки навколишнього середовища визначило, що країна не зможе досягти поставлених на 2020 цілей.

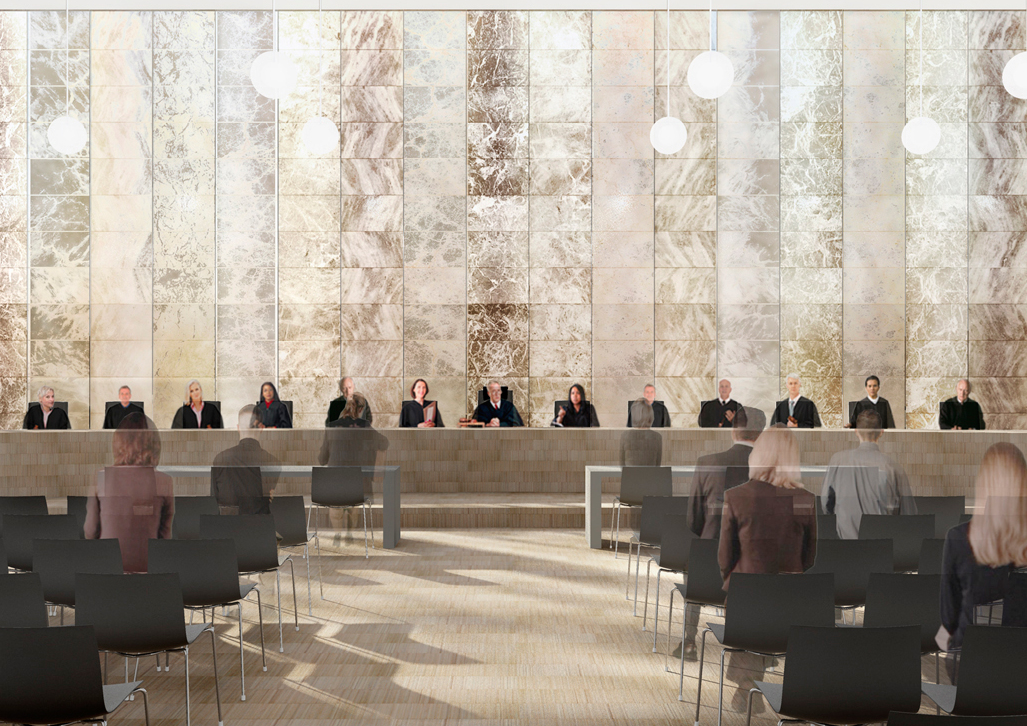
2019 року Верховний суд Нідерландів підтвердив, що уряд має скоротити викиди вуглекислого газу, оскільки зміна клімату загрожує здоров'ю людини.

2012 року нідерландський юрист Роджер Кокс висловив ідею судового втручання для вжиття заходів проти зміни клімату. 2013 року фонд Urgenda з 900 співпозивачами подав позов проти уряду Нідерландів «за невжиття достатніх заходів щодо скорочення викидів парникових газів, що викликають небезпечну зміну клімату».
2015 року Окружний суд Гааги ухвалив, що уряд Нідерландів має робити більше для скорочення викидів парникових газів та захисту громадян від зміни клімату (справа Urgenda щодо клімату). Це було описано як «судове рішення, що встановлює прецедент» і як «перший у світі позов про кліматичну відповідальність». За словами Джеймса Торнтона, виконавчого директора ClientEarth: «Примітно те, що він, по суті, заснований на встановленій науці та стародавньому принципі обов'язку уряду виявляти обережність. Ця аргументація застосовна в будь-якій правовій системі і, безумовно, використовуватиметься судами в інших країнах». 2018 року апеляційний суд у Гаазі залишив у силі прецедентне рішення, яке змушує уряд Нідерландів активізувати зусилля щодо скорочення викидів парникових газів у Нідерландах.
У грудні 2019 року Верховний суд Нідерландів залишив рішення без зміни. Таким чином, підтверджуючи, що уряд має скоротити викиди вуглекислого газу на 25 % порівняно з рівнями 1990 року до кінця 2020 року на тій підставі, що зміна клімату становить небезпеку здоров'ю людини.

### Велика Британія
У грудні 2020 року три британські громадянини, Марина Трікс, Адетола Онамаде, Джеррі Амоквандо, і благодійна організація з питань клімату, Plan B, оголосили, що вони подали судовий позов проти уряду Великої Британії за те, що той не вжив достатніх для розв'язання кліматичної та екологічної кризи заходів. Позивачі заявили, що фінансування урядом викопного палива, яке триває, як у Великій Британії, так і в інших країнах є порушенням їхнього прав на життя і сімейне життя, а також порушенням Паризької угоди та Закону Великої Британії про зміну клімату від 2008 року.

### Сполучені Штати Америки
Станом на лютий 2020 року в судовій системі США було найбільше нерозглянутих справ — понад 1000. Наприклад, Коннектикут проти корпорації ExxonMobil та Массачусетс проти Агенції з охорони довкілля.

#### Массачусетс проти Агенції з охорони довкілля
Однією з перших знаменних судових справ щодо зміни клімату стала справа Массачусетсу проти Агенції з охорони довкілля (АОД), рішення щодо якої Верховний суд Сполучених Штатів ухвалив 2007 року. Кілька штатів Америки подали позов проти АОД після того, як та відмовилася регулювати викиди вуглекислого газу та інших парникових газів у рамках своїх обов'язків відповідно до Закону про чисте повітря 2003 року. АОД стверджувала, що їхні повноваження за Законом про чисте повітря полягали в регулюванні «забруднювачів повітря», до яких, на їхню думку, двоокис вуглецю та інші парникові гази не належать, тому застосувати правила не можна. Штати, такі як Массачусетс, стверджували, що ці викиди можуть призвести до збитків для них, пов'язаних зі зміною клімату, наприклад, через підвищення рівня океану, і, таким чином, ці викиди слід розглядати як шкідливі відповідно до Закону про чисте повітря та такі, що підлягають регулюванню АОД. Попри те, що АОД спочатку виграло в Апеляційному суді, Верховний суд своїм рішенням 5-4 погодився із твердженнями про те, що вуглекислий газ та інші парникові гази є шкідливими, і зажадав, щоб АОД регулювало їх.

#### Джуліана проти Сполучених Штатів
2015 року низка молодих американців, представлених фондом «Наші діти» подали позов проти уряду США, стверджуючи, що їхнє майбутнє життя постраждає через бездіяльність уряду щодо пом'якшення наслідків зміни клімату. Хоча аналогічні позови вже подавалися і суди з різних причин їх відхилили, Джуліана проти Сполучених Штатів отримала підтримку: окружний суддя Енн Ейкен ухвалила, що справа заслуговує на продовження і що «кліматична система, здатна підтримувати життя людини» є базовим правом згідно з Конституцією США. Уряд США з того часу намагався закрити справу, заперечуючи висновки Айкен, але судовий розгляд ще триває.

### Європейський суд із прав людини
У вересні 2019 року група з шести дітей та молодих людей з Португалії подала позов до Європейського суду з прав людини. За підтримки британської неурядової організації Global Legal Action Network (GLAN) вони стверджують, що для збереження їхнього фізичного і психічного благополуччя в майбутньому необхідні жорсткіші заходи щодо боротьби зі зміною клімату. Суд попросив 33 європейських уряди пояснити до лютого 2021 року, чи порушує їхня нездатність вирішити проблему глобального потепління статтю 3 Європейської конвенції про права людини.

### Інші
Після визначного рішення Нідерландів 2015 року, групи в інших країнах спробували такий самий судовий підхід. Наприклад, групові звернення до суду з метою захистити людей від зміни клімату мали місце в Бельгії, Індії, Новій Зеландії, Норвегії, Південній Африці, Швейцарії і США.
У Пакистані 2015 року Вищий суд Лахора в справі Асгар Легарі проти Пакистану постановив, що уряд порушив національну політику в галузі зміни клімату від 2012 року та основи реалізації політики в галузі зміни клімату (2014—2030 роки), не досягши цілей, встановлених у програмі. Суд зажадав сформувати комісію зі зміни клімату, щоб допомогти Пакистану в досягненні кліматичних цілей країни.
2018 року десять сімей з європейських країн, Кенії й Фіджі подали позови проти Європейського Союзу за загрози для їхніх будинків, спричинені викидами парникових газів ЄС.
Група дітей у Колумбія подала до суду на уряд, щоб захистити Амазонку від вирубування лісів через внесок знеліснення в зміну клімату. 2018 року Верховний суд постановив, що тропічний ліс Колумбії є «суб'єктом прав», якому потрібен захист і відновлення.
2020 року адміністративний суд у Франція зажадав, щоб адміністрація Макрона переглянула свою політику щодо боротьби зі зміною клімату, щоб переконатися, що вона достатня для виконання зобов'язань за Паризькою угодою.

## За типом дії

### Між урядами та компаніями
У Сполучених Штатах «Друзі Землі», Грінпіс разом із містами Боулдер, Арката і Окленд перемогли Експортно-імпортний банк США і Корпорацію приватних зарубіжних інвестицій (державне підприємство уряду США), яких було звинувачено у фінансуванні проєктів щодо викопного палива, що завдають шкоди стабільності клімату, в порушення Закону про національну політику з питань довкілля (справу порушено 2002 року і врегульовано 2009 року).
2016 року урядовий орган Філіппін (Комісія з прав людини) почав офіційне розслідування щодо зміни клімату стосовно 47 найбільших світових виробників вуглецю. Встановлено, що 2019 року компанії, які працюють на викопному паливі, юридично зобов'язні запобігати зміні клімату і можуть відповідати за заподіяну шкоду.
2017 року Саул Лучано Лліуйя подав до суду на RWE, щоб захистити своє рідне місто Уарас від роздутого льодовикового озера, яке може вийти з берегів.
2017 року Сан-Франциско, Окленд та інші прибережні спільноти Каліфорнії подали до суду на кілька компаній, які працюють на викопному паливі, через підвищення рівня моря.
2018 року місто Нью-Йорк оголосило, що подає до Федерального суду на п'ять компаній, що займаються викопним паливом (BP, ExxonMobil, Chevron, ConocoPhillips і Shell), через їх внесок у зміну клімату (від якої місто вже страждає).
2020 року Чарлстон, Південна Кароліна, скористався такою ж стратегією.